# Blejoi
Blejoi község és falu Prahova megyében, Munténiában, Romániában. A hozzá tartozó települések: Ploieștiori és Țânțăreni. Régi neve Strâmbeni-Blejoi volt.

## Fekvése
A megye középső részén található, a megyeszékhelytől, Ploieștitől, hat kilométerre északra, a Teleajen folyó jobb partján valamint a Dambu és Bleaja patakok mentén.

## Története
Első írásos említése 1487-ből való.
1902-ben a község Prahova megye Târgșor járásához tartozott és Strâmbeni, Blejoi valamint Cocoșești falvakból állt, 998 lakossal. A község tulajdonában volt egy 1889-ben átadott iskola valamint egy 1764-ben felújított templom. Ploieștiori és Țânțăreni ekkoriban Ploieștiori községet alkották, melyhez még hozzá tartoztak Târgșoreanca valamint Moara Nouă falvak is, összesen 893 lakossal. Ezen községnek volt két malma, a Teleajen folyóba torkolló egyik éren, egy temploma, melyet 1885-ben egy Cantitili nevű földbirtokos építtetett valamint egy iskolája, mely 1866-ban nyitotta meg kapuit. A község területén volt még egy templomrom, melyet 1901-ben hagytak el a hívők. Feltételezések szerint a templom egy Bereasca nevű település központja volt, a falut Oroszországból érkező bolgár telepesek alapították, akik az 1711-es orosz-török háborúk során hagyták el otthonukat.
1925-ös évkönyv szerint Blejoi község Blejoi, Cocoșești és Vadu Sârbești falvakból állt, 1596 lakossal. Ploieștiori községben ekkor 1450 fő élt és Ploieștiori, Ploieștiorii Eforiei, Țânțăreni valamint Moara Nouă falvakból állt.
1931-ben Cocoșești falut Păulești községhez, Moara Nouă települést pedig Berceni községhez csatolták.
1950-ben közigazgatási átszervezés alapján, mindkét községet a Prahova-i régió Ploiești regionális városához csatolták, majd 1952-ben a Ploiești régióba sorolták őket.
1968-ban ismét megyerendszert vezettek be az országban, Blejoi község az újból létrehozott Prahova megye része lett. Ploieștiori községet ekkor szüntették meg, Țânțăreni és Ploieștiori falvakat Blejoi-hoz csatolták. Blejoi község rövid ideig a Ploiești municípium irányítása alatt is állt.

## Lakossága
| Nemzetiségek | 2002 | 2002   |
| ------------ | ---- | ------ |
| Románok      | 7796 | 98,40% |
| Romák        | 117  | 1,47%  |
| Magyarok     | 6    | 0,07%  |
| Németek      | 2    | 0,02%  |
| Egyéb        | 1    | 0,01%  |
| Összesen     | 7922 | 100,0% |

## Látnivalók
- Ortodox fatemplom - a 18. századból.
- „Sfântul Visarion” ortodox templom romjai.

## Híres emberek
- Geo Bogza (Blejoi, 1908. február 6. - Bukarest, 1993. szeptember 14.) - író, költő, újságíró.
- Radu Tudoran (Blejoi, 1910. március 8. - Bukarest, 1992. november 18.) - író.